# Eudocia (västromersk prinsessa)
Eudocia eller Eudoxia, född 439, död 466/474, var dotter till den västromerske kejsaren Valentinianus III och Licinia Eudoxia och gift med de germanska vandalernas kung Hunerik. 
Eudocia trolovades i femårsåldern, med Hunerik, son till vandalernas kung Geiserik, som just då var gisslan i Italien. Trolovningen var menad som ett alliansfördrag mellan det Västromerska riket och vandalernas rike i Afrika, men äktenskapet uppsköts på grund av Eudocias ålder. År 455 mördades Eudocias far av Petronius Maximus, som övertog tronen och tvingade Eudocias mor att gifta sig med honom och henne själv att gifta sig med hans son, Palladius. Vandalerna invaderade då Italien, tillfångatog Eudocia, hennes mor och hennes syster Placidia och förde dem med sig till Afrika. Hennes mor och syster sändes snart till Konstantinopel, medan Eudocia fick stanna och gifta sig med Hunerik. Hon blev aldrig drottning, eftersom Hunerik blev kung först efter hennes död. Paret fick omkring år 460 en son, Hilderik, som senare blev vandalernas kung. Några år efter Hilderics födelse separerade paret av religiösa skäl, då Eudocia inte delade Huneriks arianska tro. Hon bosatte sig i Jerusalem, där hon avled någon gång före år 474.   